# Most im. Jana Pawła II (Danzig)
Die Most im. Jana Pawła II (Johannes-Paul-II.-Brücke) ist die erste einhüftige Schrägseilbrücke in Danzig, errichtet in den Jahren 1999 bis 2001. Sie bildet das Herzstück der Sucharski-Trasse und verbindet den Port Północny (Nordhafen) und das Deepwater Container Terminal auf der Wyspa Portowa (Hafeninsel) über die S7 mit dem polnischen Schnellstraßennetz. Benannt ist sie nach dem polnischen Papst Johannes Paul II. (Pontifikat 1978–2005, heiliggesprochen 2014).

## Beschreibung
Die Straßenbrücke ist 380 Meter lang, hat zwei Fahrstreifen in jeder Richtung und einen Streifen für Fußgänger- und Fahrradverkehr. Die Konstruktion der Schrägseilbrücke mit Mischsystem, aufgehängt auf einem 100 Meter hohen Pylon, wird von 30 Stahlseilen getragen. Der Pylon steht auf dem südlichen Weichselufer. Die Stahl-Stahlbeton-Verbundbrücke wurde von Demathieu Bard (Frankreich) und der polnischen Mosty Lódz errichtet.

## Sonstiges
Während des Baus wurde die Brücke noch als Most Trzeciego Tysiąclecia (Brücke des Dritten Jahrtausends) bezeichnet. Um Schäden durch Vandalismus und Graffiti zu vermeiden, wird die Brücke seit 2004 durch das nächstgelegene Polizeirevier überwacht.
Eine weitere Schrägseilbrücke über die Weichsel ist die Świętokrzyski-Brücke in Warschau.

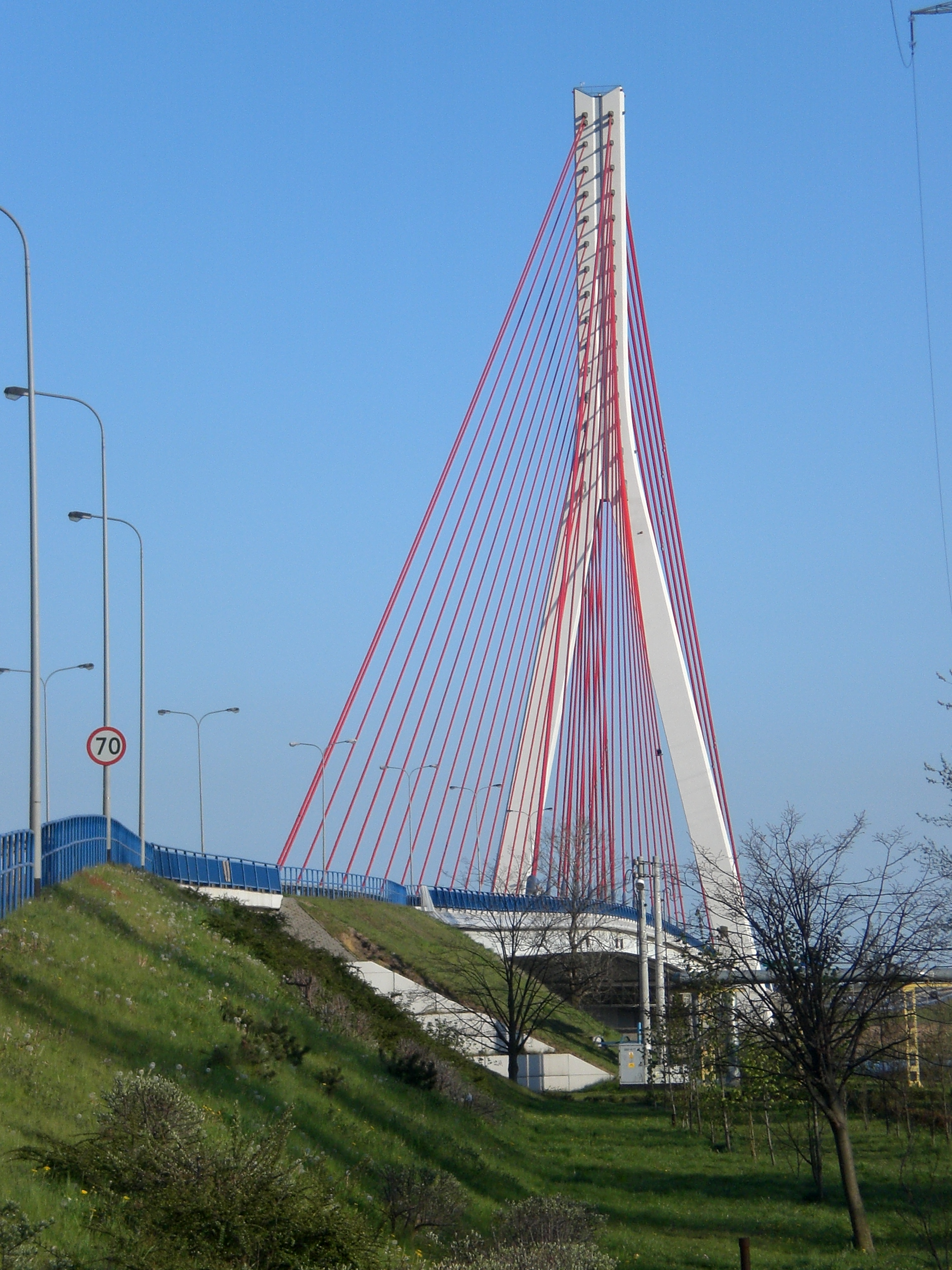
Ansicht von Süden
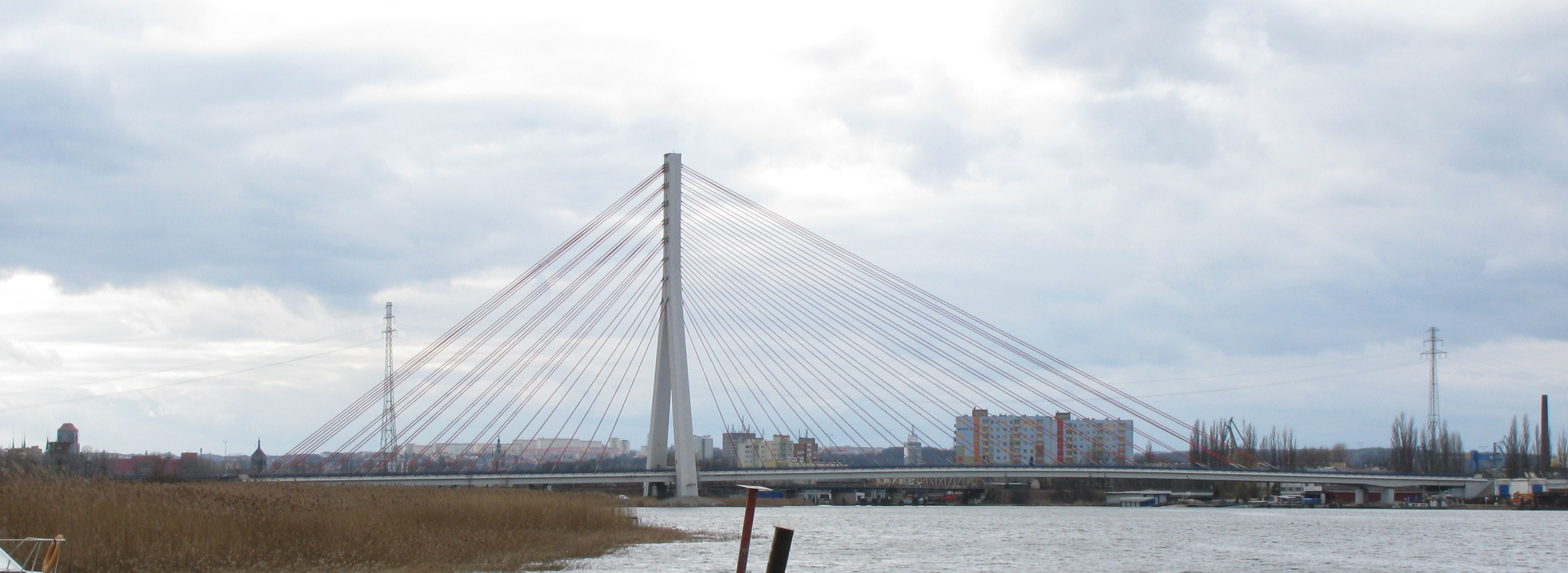
Ansicht von Osten
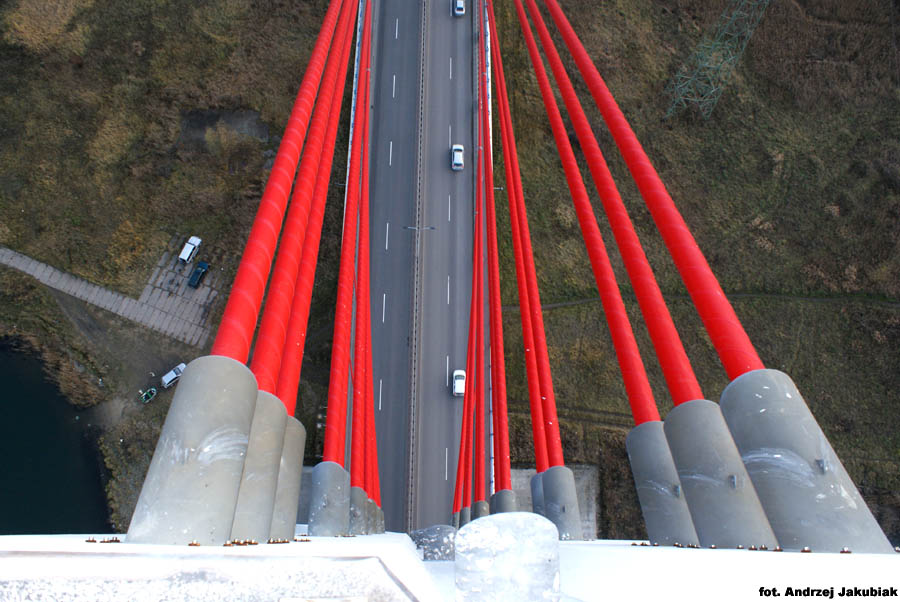
Blick vom Pylon
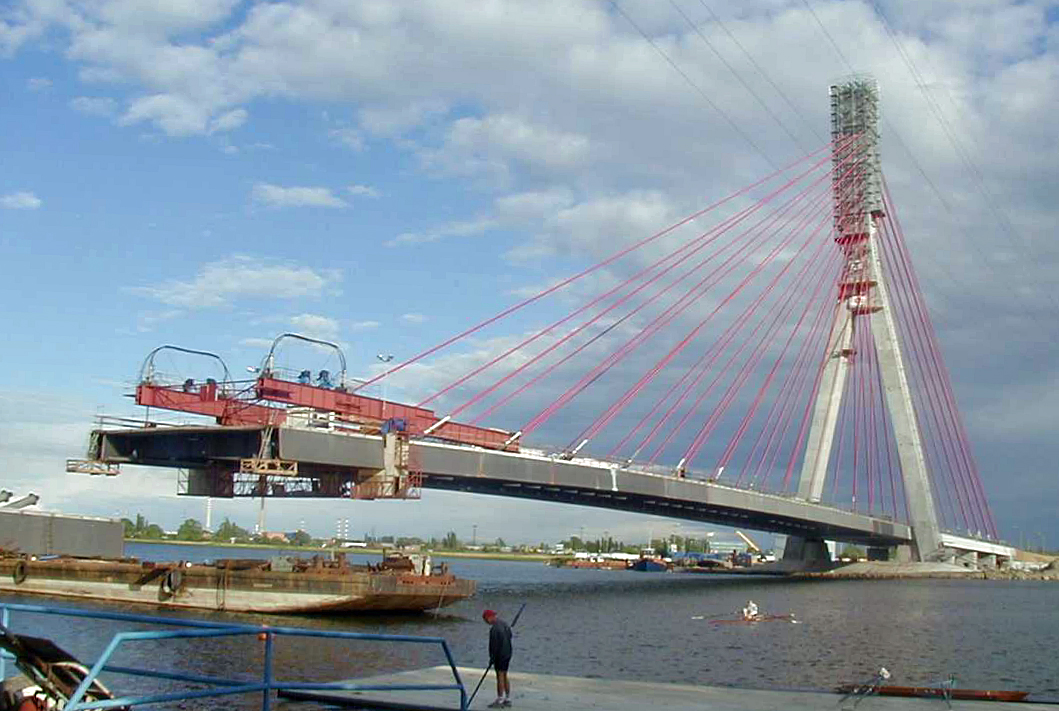
Brücke im Juni 2001